# Pomela bona
Der Ort Pomela bona (oder auch Pomel genannt) ist eine Wüstung im heutigen Landkreis Mecklenburgische Seenplatte im südlichen Mecklenburg-Vorpommern.

## Überliefertes
Erstmals erwähnt wurde das Dorf Pomela bona im Jahr 1302 und befand sich ungefähr drei Kilometer südlich von Wesenberg. Wann Pomela bona aufgegeben wurde, kann nicht mehr datiert werden. Die Gründe für die Aufgabe sind ebenfalls unbekannt.

## Lage
Im Gegensatz zu anderen Wüstungen in dieser Region ist der exakte Standort des Dorfes nachvollziehbar. Pomela bona befand sich an der Westflanke einer schmalen und flachen Auenfläche zwischen dem Nordhang eines steilen Hügels, dem Pomelberg, und dem Südwestufer des Pomelsee. Die kleinräumigen Landschaftsbezeichnungen weisen auch heute noch mit diesen Namen auf den wüst gewordenen Ort hin. Die alte Verbindungsstraße von Pomela bona nach Wesenberg ist ebenfalls noch vorhanden und wird weiterhin als Wald- und Forstweg genutzt. Dieser Weg verbindet heute die Kreisstraße von Wesenberg nach Wustrow mit dem Forstbereich der Drosedower Tannen zwischen dem Peetschsee und dem Zirtowsee. Der nächstgelegene besiedelte Ort ist heute das ungefähr 1,5 Kilometer südlich von der Wüstung befindliche Neu Drosedow.

## Ortsname
Der Name des Ortes ist slawischen Ursprungs und bezeichnet vermutlich die Eigenschaft eines Siedlungsgründers.